# Nikolaj Vărbanov
Nikolaj Vărbanov (in bulgaro Николай Върбанов?; Ljaskovec, 6 giugno 1985) è un ex cestista bulgaro.

## Carriera
Ha militato nel BC Kalev/Cramo e nella nazionale bulgara, con la quale ha disputato i Campionati europei del 2011.

## Palmarès
- Campionato estone: 1

Kalev/Cramo: 2011-12
- Coppa di Bulgaria: 1

Levski Sofia: 2009
- Lega Balcanica: 1

Levski Sofia: 2013-14